# Czorsztyński Przełom

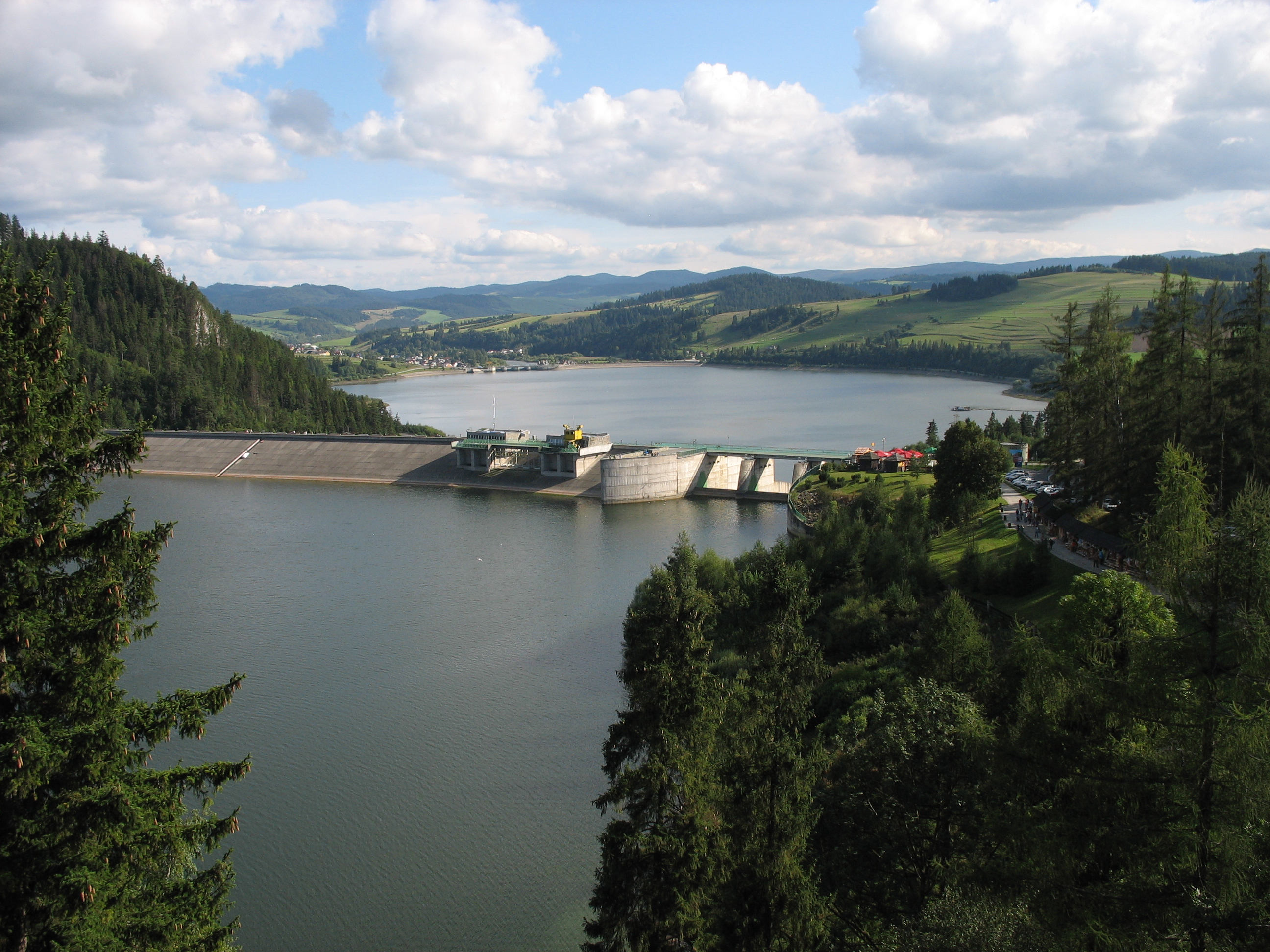
Czorsztyński Przełom zamknięty zaporą

Czorsztyński Przełom lub Niedzicki Przełom – przełom rzeki Dunajec między Pieninami Czorsztyńskimi a Pieninami Spiskimi.
Było to od najdawniejszych czasów używane przejście na południową stronę Karpat, w średniowieczu znane pod nazwą Via Regia. Czorsztyńskim Przełomem nazywano zwykle całą dolinę między Czorsztynem a Zamkiem Dunajec w Niedzicy o łącznej długości 2,5 km i szerokości w przewężeniach 120 m. Jest tutaj wiele odsłonięć skalnych mających dla geologów bardzo duże znaczenie przy poznawaniu geologii Pienin. Większe skały to: na prawym brzegu Dunajca Rybiarka w Zielonych Skałkach, na lewym Zamkowa Góra z Sobótką i Czubatą Zamecką, Wapiennik, Czubata. Skałami Czorsztyńskiego Przełomu zajmował się już w 1903 r. IX Kongres Geologiczny, m.in. Maurice Lugeon, a Krzysztof Birkenmajer w 1957 r. napisał: Pod względem ilości, rozmaitości i znaczenia naukowego tych odsłonięć, odcinek doliny między Czorsztynem a zamkiem Niedzicą przewyższa nawet słynny przełom pieniński.
Czorsztyński Przełom uległ całkowitej zmianie po wybudowaniu w jego najwęższym miejscu Zapory Niedzica między skalistym wzniesieniem z zamkiem w Niedzicy a skałami Upszaru oraz zapory dla Jeziora Sromowskiego. Wskutek tego powstały w nim dwa sztuczne zbiorniki wodne: Jezioro Czorsztyńskie i Jezioro Sromowskie. Administracyjnie znajdują się w granicach miejscowości Niedzica, Czorsztyn, Sromowce Wyżne, Frydman, Falsztyn, Dębno, Maniowy, Kluszkowce w województwie małopolskim, w powiecie nowotarskim, ale właściwym Czorsztyńskim Przełomem nazywano tylko odcinek między miejscowościami Niedzica na prawym brzegu Dunajca oraz Czorsztyn i Sromowce Wyżne na lewym brzegu.